# Monsterville
Monsterville est un jeu de gestion humoristique développé par Intelligent Games et édité par Cryo Interactive sur PC en 2002. Le joueur y dirige des personnages monstrueux tels que Dracula ou la créature de Frankenstein, qui doivent se faire élire maires d'un village de paysans.

## Synopsis
Monsterville est un village où les paysans côtoient les créatures monstrueuses des films des studios Universal : Dracula, la créature de Frankenstein, le loup-garou, Quasimodo le bossu, ou encore un extra-terrestre mutant de la planète Metaluna. Les élections approchent et chaque monstre est bien décidé à se faire élire maire. Pour cela, toutes les stratégies sont permises, y compris l'emploi de l'hypnose et d'autres pouvoirs spéciaux.

## Principe du jeu
Monsterville est un jeu de gestion et de gestion dans lequel le joueur, après avoir choisi un candidat parmi les personnages monstrueux disponibles, doit mener à bien diverses missions, incluant toujours de remporter les élections, mais pouvant inclure d'autres objectifs, le tout afin de vaincre les autres candidats. Les parties se déroulent sur des cartes modélisées en 3D temps réel représentant le village et ses environs dans un style de dessin proche des cartoons. Le joueur doit construire des bâtiments et produire de l'énergie (d'un type différent selon le personnage choisi) qui lui permet de faire passer davantage de villageois sous son influence afin qu'ils votent pour lui. Chaque personnage a ses points forts et ses points faibles, en particulier un élément de décor qui le ralentit lorsqu'il passe à proximité, et il est possible de tendre des pièges aux autres candidats en disposant sur leur chemin les éléments qui les ralentissent.

## Histoire éditoriale
Le jeu est connu sous le titre Monsterville, mais comporte un surtitre variable selon les éditions : Universal Studios Monsters: Monsterville dans la version française, Universel Studios: Monsterville dans l'édition anglophone.

## Réception
Le jeu reçoit de mauvaises critiques à sa sortie. Le site agrégateur de critiques MobyGames lui donne une moyenne de 38/100 fondée sur cinq critiques. En 2002, le critique du site Jeuxvideo.com donne au jeu la note de 08 sur 20, en le jugeant bien trop plat et inintéressant. Le critique du site Jeuxvideo.fr, qui teste le jeu en 2006, lui donne également 08 sur 20 ; il en apprécie le thème et le principe, mais lui reproche des graphismes désuets et une musique répétitive, l'absence de campagne et le peu de variété des scénarios, ainsi que l'absence de mode multijoueur et la présence incongrue de Quasimodo parmi les autres monstres.